# Ver-sur-Launette
Ver-sur-Launette är en kommun i departementet Oise i regionen Hauts-de-France i norra Frankrike. Kommunen ligger i kantonen Nanteuil-le-Haudouin som tillhör arrondissementet Senlis. År 2022 hade Ver-sur-Launette 1 155 invånare.

## Befolkningsutveckling
Antalet invånare i kommunen Ver-sur-Launette
| Referens: INSEE |